# Fédération patriotique suisse
Pour les articles homonymes, voir FPS.
La Fédération patriotique suisse (FPS; en allemand « Schweizerischer Vaterländischer Verband », en italien « Federazione patriottica svizzera ») est une organisation anticommuniste suisse. Elle est créée en 1919 à l'initiative du Club alpin suisse et est dissoute en 1948 à la suite d'un scandale politique.

## Histoire
La Fédération patriotique suisse est fondée en 1919, à un appel du Club alpin suisse en novembre 1918, avertissant d'une révolution communiste imminente. Ceci s'inscrit dans le contexte de la grève générale de novembre 1918. Elle est issue de la fusion en avril 1919 entre l'Aargauische Vaterländische Vereinigung (de), menée par Eugen Bircher (de) (président de la Société suisse des officiers entre 1931 et 1937), et de l'Union civique suisse.
Entre 1919 et 1920, elle crée un service de travail (« Werkdienst »), une agence de presse (« Nachrichtendienst ») et un service de presse (« Pressedienst ») pour faire connaître les activités de l'association.
Elle est utilisée principalement pour briser des grèves qui touchent des entreprises « d'importance vitale », comme les CFF, et ce dès 1920-21. Elle reçoit entre 1927 et 1931 le soutien du Département militaire fédéral (aujourd'hui DDPS) pour entraîner les briseurs de grève.
Dans cette lutte anticommuniste, elle est en lien avec l'Entente internationale anticommuniste, initiée par Théodore Aubert, qui devient le secrétaire romand de la FPS.
Elle aura également un très grand lien avec le patronat en général, ceux que des réformes sociales inquiètent le plus, et cela se voit dans le chèque de 10 000 francs que fera don l'Association patronale suisse des constructeurs de machines et d'industriels en métallurgie, aujourd'hui Swissmem) à la FPS à peine une semaine après sa création. Dans ses dernières années, la FPS est dépendante financièrement de la Société pour le développement de l'économie suisse, cette dernière étant fondée en 1942 (et connue aujourd'hui sous le nom d'Économiesuisse).
En octobre 1930, la FPS publie un bulletin en français, le Front National, mais le renomme "le Bulletin de la fédération patriotique suisse" en 1933, pour éviter la confusion avec le front du même nom,.
L'association se dissout en 1948 à la suite d'un scandale politique, où il est révélé que la FPS soudoie des fonctionnaires de police. L'Aargauische Vaterländische Vereinigung lui survit et poursuit ses activités jusqu'à sa dissolution en 2019 (dont le dernier président est Andreas Glarner, conseiller national UDC argovien).

## Engagement politique
Lors de sa création, la FPS se bat surtout pour que les milices suisses puissent posséder des armes. La FPS est soutenue par les milieux proches de l'armée, mais ne trouve pas de soutien à ce moment dans le Conseil fédéral, qui considère que la base légale n'est pas suffisante.
Elle s'engage dans divers votations et élections pour mettre en avant des idées et personnalités de droite, au détriment des socialistes.
Dans les années 1920, elle est proche, du moins dans les lignes principales, des courants d'extrême droite européens, mais ces relations dans les années 1930 et 1940 ne sont pas claires selon Andreas Thürer.
Il n'est pas clair si la qualification d'organisation fasciste est justifiée, car elle déclare en 1923 qu'il n'est « pas encore nécessaire d'instaurer en Suisse la loi fasciste du plus fort ». Elle est par contre une figure centrale de la lutte anticommuniste en Suisse.
Elle est par contre impliquée dans le milieu frontiste, ayant aidé à fonder par exemple le Bund für Volk und Heimat (de).
La FPS prône aussi une politique très restrictive envers les étrangers et même antisémite.
Dès 1931, en collaboration avec des sociétés militaires suisses, la FSP créa l'Association suisse de lutte contre l'antimilitarisme.